# 埼玉県道296号菅谷寄居線

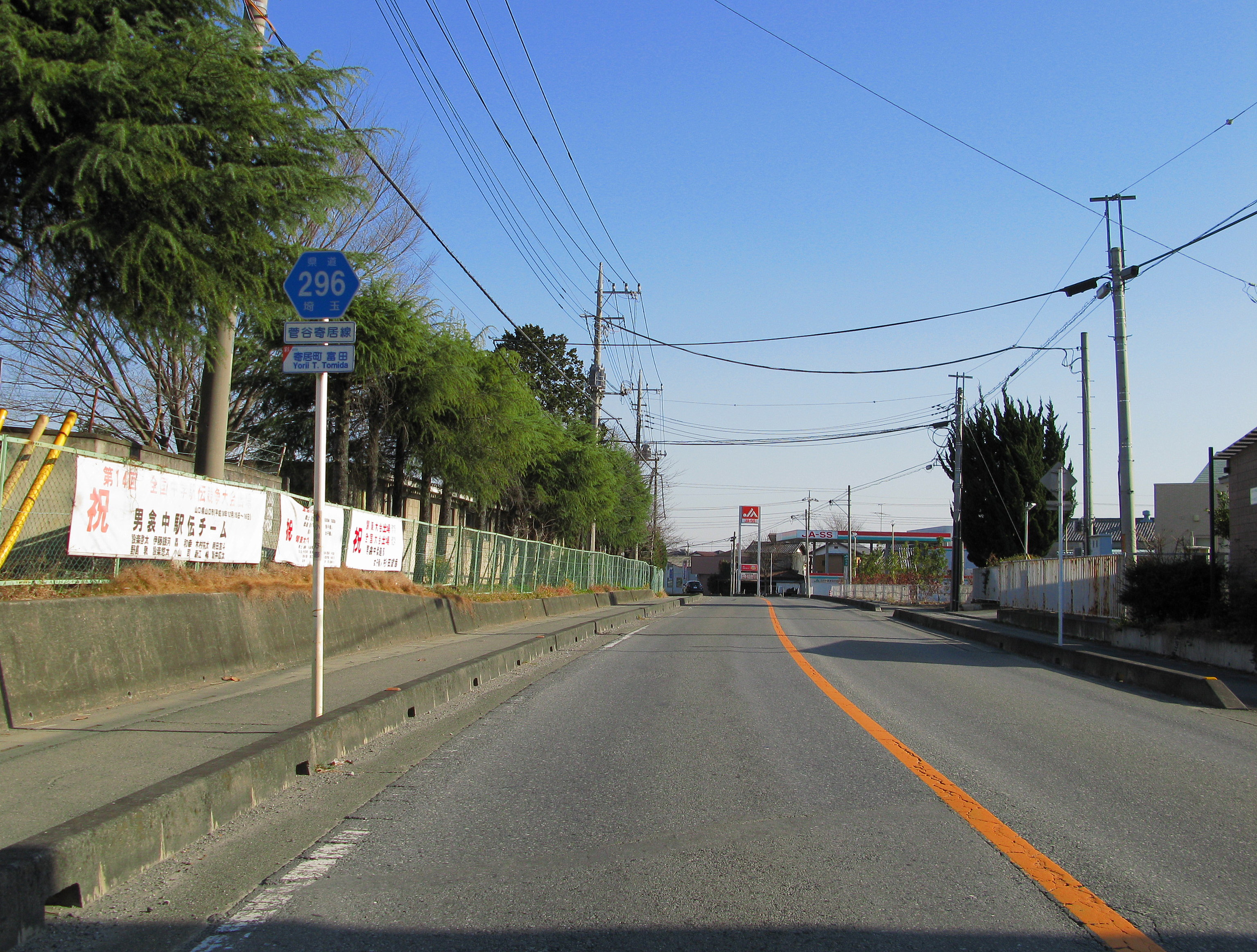
男衾中学校付近（寄居町内）

埼玉県道296号菅谷寄居線（さいたまけんどう296ごう すがやよりいせん）は、埼玉県比企郡嵐山町と大里郡寄居町を結ぶ一般県道である。途中、深谷市（旧大里郡花園町）荒川から大里郡寄居町までは国道140号と重複している。旧花園町から嵐山町に掛けてはかつての鎌倉街道上道、江戸時代の川越児玉往還（現国道254号のルーツ）の街道筋を辿っている。

## 概要
- 起点：比企郡嵐山町菅谷（嵐山三差路、国道254号交点）
- 終点：大里郡寄居町寄居（埼玉県道30号飯能寄居線交点）

## 通過する自治体

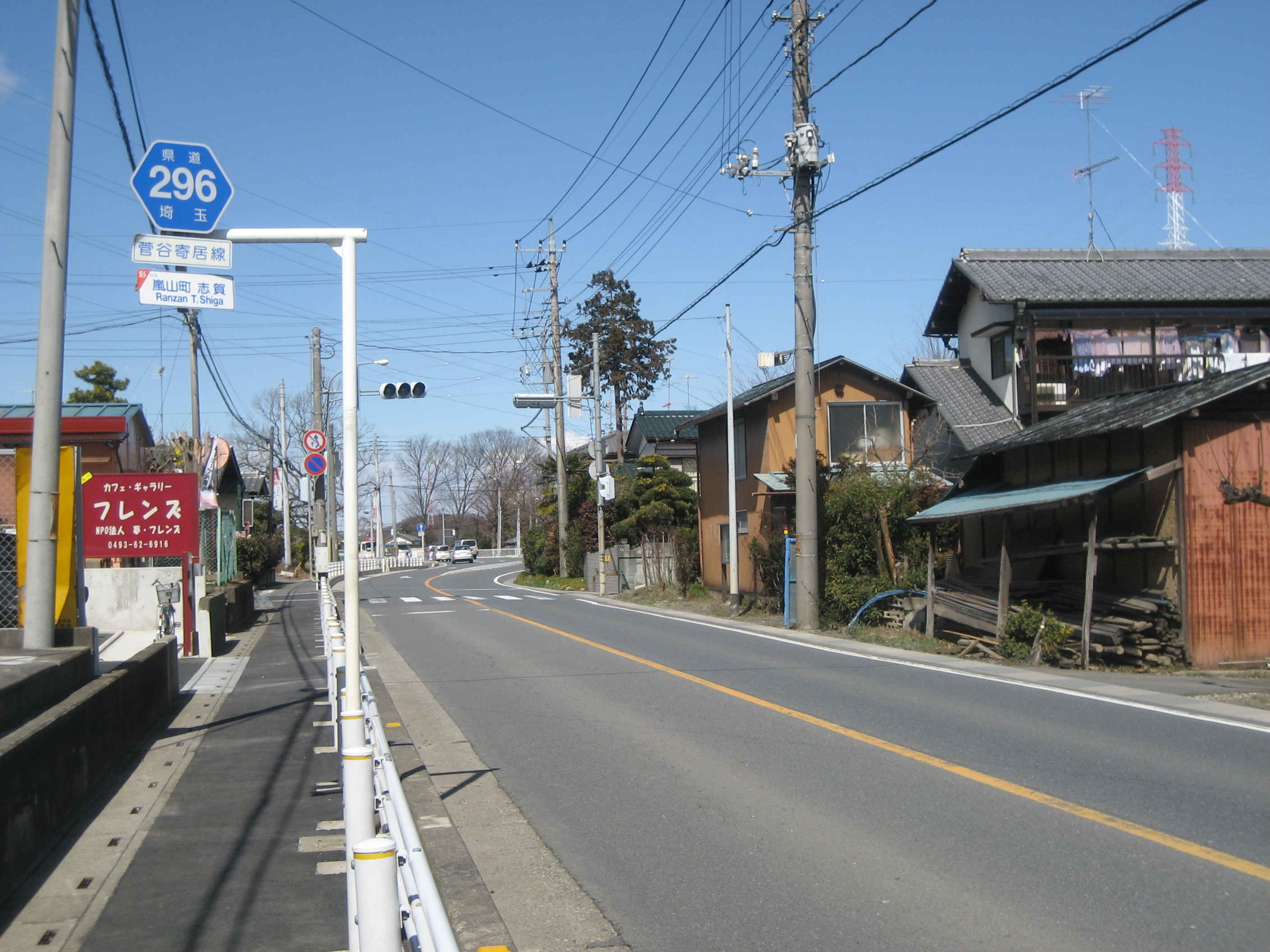
嵐山町内

- 埼玉県
  - 比企郡
    - 嵐山町
    - 小川町

  - 深谷市
  - 大里郡
    - 寄居町

## 交差・接続する道路
- 国道254号･埼玉県道173号ときがわ熊谷線（起点）
- 埼玉県道11号熊谷小川秩父線（比企郡小川町）
- 関越自動車道嵐山小川インターチェンジ（比企郡小川町）
- 埼玉県道11号熊谷小川秩父線現道（比企郡小川町・奈良梨）
- 埼玉県道184号本田小川線（比企郡小川町・能増 - 寄居町・今市地蔵前）
- 埼玉県道81号熊谷寄居線（大里郡寄居町・花園橋南）
- 国道140号バイパス（深谷市・花園橋北）
- 国道140号･埼玉県道86号花園本庄線（深谷市・荒川）
- 埼玉県道175号小前田児玉線（深谷市・小前田）
- 国道254号（大里郡寄居町・中小前田）
- 埼玉県道30号飯能寄居線（寄居町、終点）

## 周辺
- 嵐山町菅谷出張所
- 嵐山郵便局
- 嵐山町立志賀小学校
- 男衾郵便局
- 寄居町男衾コミュニティセンター
- 寄居町立男衾小学校
- 寄居町立男衾中学校
- 寄居警察署富田駐在所
- 関越自動車道花園インターチェンジ